# ریچارد هایتورنتویت
ریچارد هایتورنتویت (انگلیسی: Richard Haythornthwaite) (زاده ۱۹۵۶) کارآفرین، بازرگان و مدیر ارشد اجرایی بریتانیایی است، که اکنون به‌عنوان رئیس هیئت مدیره شرکت‌های سنتریکا و مسترکارت فعالیت می‌کند.